# 道让乡
道让乡，是中华人民共和国四川省达州市达川区曾经下辖的一个乡。2019年12月，撤销道让乡，将其所属行政区域划归石桥镇管辖。

## 行政区划
道让乡撤销前下辖以下地区：
街道社区、五童坪村、山峡村、燕子村、白马梁村、迎河村、白庙村和靳家坪村。